# Mandevilla atroviolacea
Mandevilla atroviolacea är en oleanderväxtart som först beskrevs av Stadelm., och fick sitt nu gällande namn av R. E. Woodson. Mandevilla atroviolacea ingår i släktet Mandevilla och familjen oleanderväxter. Inga underarter finns listade i Catalogue of Life.